# Schmidt
Schmidt je priimek v Sloveniji in tujini. Po podatkih Statističnega urada Republike Slovenije je na dan 1. januarja 2011 v Slovenji uporabljalo ta priimek 58 oseb.  

## Znani slovenski nosilci priimka
- Ajda Schmidt, grafična oblikovalka, fotografinja
- Baltazar Schmidt, zvonar (deloval 1700~1730)
- Fran Schmidt (1849—1893), igralec
- Goran Schmidt (*1950), literarni zgodovinar, dramaturg, urednik
- Gordana - Goga Schmidt, plesna pedagoginja (sodobni ples)
- Ignac Schmidt, klinični psiholog
- Janez Jurij Schmidt, zidarski/stavbarski mojster (deloval v 18. stoletju)
- Jelka Godec Schmidt (*1958), ilustratorka in pisateljica
- Majda Schmidt Krajnc (*1955), pedagoginja, defektologinja, prof. UM
- Malina Schmidt Snoj (*1946), teatrologinja, dramaturginja, gledališka publicistka
- Marta Schmidt (Marta Paulin-Brina) (1911—2002), plesalka, koreografinja in plesna pedagoginja
- Matjaž Schmidt (1948—2010), slikar in ilustrator
- Ulrik Schmidt (1920—1993), medicinec - specialist za sodno medicino, prof. MF
- Vladimir (Vlado) Schmidt (1910—1996), pedagog, univerzitetni profesor, zgodovinar pedagogike

## Znani tuji nosilci priimka
- Andreas Schmidt (*1960), nemški operni pevec, basbaritonist
- Annerose Schmidt (*1936), nemška pianistka
- Arno Schmidt (1914—1979), nemški pisatelj
- Bernard Voldemar Schmidt (1879—1955), rusko-nemški optik
- Carol Schmidt (1886—1962), romunski general
- Dietmar Schmidt (*1952), nemški rokometaš
- Dietrich Schmidt (1919—2002), nemški častnik, letalski as
- Ferdinand Jožef Schmidt (1791—1878), avstrijski trgovec in prirodoslovec
- Franz Schmidt (1874—1939), avstrijski pianist, violončelist in skladatelj
- Friedrich von Schmidt (1825—1891), nemški arhitekt
- Helmut Schmidt (1918—2015), nemški politik, kancler
- Johannes Schmidt (1843—1901), nemški jezikoslovec
- Johannes Schmidt (1877—1933), danski biolog
- Josef Schmidt (*1935), poljski atlet
- Karl Schmidt-Rottluff (1884—1976), nemški slikar in grafik
- Maarten Schmidt (*1929), nizozemsko-ameriški astronom
- Martin Johann Schmidt (1718—1801), nemški slikar in grafik
- Michael E. Schmidt (*1958), ameriški podčastnik in športni strelec
- Oscar Schmidt (*1958), brazilski košarkar
- Roman Schmidt (1893—1959), avstro-ogrski častnik, vojaški pilot in letalski as
- Rudolf Schmidt (1886—1957), nemški general
- Walter Schmidt (1875—1951), avstrijski arheolog
- Wieland Schmidt (*1953), nemški rokometaš
- Wilhelm Schmidt (1868—1954), nemški jezikoslovec in antropolog
- Wlodzimierz Schmidt (*1943), poljski šahovski velemojster